# George MacDonald Fraser
George MacDonald Fraser (Carlisle, 2 de abril de 1925 - Isle of Man, 2 de janeiro de 2008) foi um jornalista, escritor e roteirista inglês mais conhecido por sua série de aventura popular, Os Papéis Flashman e pelo roteiro do filme de James Bond, Octopussy.

## Biografia
Embora nascido na Inglaterra, Fraser era de família escocesa; formou-se na Glasgow Academy, nos começo dos anos 1940; durante a Segunda Guerra Mundial serviu ao exército aliado na Índia e na Birmânia, no regimento de fronteira.
Trabalhou muitos anos (1947-1969) como jornalista do periódico britânico The Herald, na época conhecido como The Glasgow Herald, chegando a se tornar vice-editor do periódico. Escreveu romances e memórias de sua participação como soldado da infantaria durante a Campanha da Birmânia.
Em 1969 começou a publicar os romances, que se tornaram bastante populares na época, tendo por personagem principal Sire Harry Flashman, um suposto oficial do exército do século XIX, cujas memórias haviam sido "descobertas" nos anos de 1960; muitos acreditaram que tais memórias eram verdadeiras, e um crítico estadunidense chegou a afirmar que eram "a mais importante descoberta desde os diários de Boswell"; a série foi terminada em 1994.
Após um longo período para tentar vencer a doença, Fraser morreu de câncer em 2008.

## Obras

### Romances do Flashman
A série Flashman constitui as principais obras de Fraser. São 12 livros na série:
1. Flashman (1969)
2. Royal Flash (1970)
3. Flash for Freedom! (1971)
4. Flashman at the Charge (1973)
5. Flashman in the Great Game (1975)
6. Flashman's Lady (1977)
7. Flashman and the Redskins (1982)
8. Flashman and the Dragon (1985)
9. Flashman and the Mountain of Light (1990)
10. Flashman and the Angel of the Lord (1994)
11. Flashman and the Tiger (1999)
12. Flashman on the March (2005)

### Histórias curtas
As histórias de "Dand MacNeill" ou "McAuslan" são uma série de contos semi-autobiográficos baseados nas experiências do autor nos Gordon Highlanders, no norte da África e na Escócia, logo após a Segunda Guerra Mundial. Algumas das histórias foram originalmente assinadas "por Dand MacNeill", uma brincadeira com o lema do regimento BYDAND, que significa firme:
- The General Danced at Dawn (1970)
- McAuslan in the Rough (1974)
- The Sheikh and the Dustbin (1988)
- The Complete McAuslan (2000) (Todas as histórias nos três volumes, com uma nova introdução.)[3]

### História
- The Steel Bonnets (1971), uma história dos Reivers da fronteira da fronteira anglo-escocesa.
- The Hollywood History of the World: From One Million Years B.C. to Apocalypse Now (1988, revisado em 1996) O livro discute como Hollywood lida com a história. Conclui que o padrão de análise histórica na maioria dos filmes é muito melhor do que se poderia imaginar. O texto é ilustrado por imagens comparativas de figuras da história e dos atores que as retrataram no cinema.

### Memórias
- Quartered Safe Out Here (1992), um livro de memórias de suas experiências como soldado de infantaria no Regimento de Fronteira durante a campanha da Birmânia na Segunda Guerra Mundial.
- The Light's on at Signpost (2002), um livro de memórias dos dias do autor escrevendo em Hollywood, intercalado com críticas ao politicamente correto e ao New Labour.

### Outros romances
- Mr American (1980), um romance sobre um misterioso americano na Inglaterra.
- The Pyrates (1983), um romance irônico que incorpora todos os possíveis enredos de filmes de bucaneiros em um.
- Black Ajax (1997), um romance sobre Tom Molineaux, um pugilista negro do século XIX na Inglaterra. (Como em Mr American , este romance também está conectado à série Flashman - neste caso, o pai de Sir Harry Flashman desempenha um papel menor.)
- The Candlemass Road (1993), um romance curto sobre os Border Reivers do século XVI.
- The Reavers (2007), um romance cômico dos Border Reivers, vagamente baseado na Candlemass Road , no estilo de seu romance anterior The Pyrates.
- Captain in Calico (2015), romance publicado postumamente.

### Roteiros
Fraser escreveu ou co-escreveu os roteiros de:
- The Three Musketeers (1973)
- The Four Musketeers (1974)
- Royal Flash (1975, adaptado de seu romance)
- The Prince and the Pauper (1977)
- Force 10 from Navarone (sem créditos, 1978)
- Octopussy (1983)
- Red Sonja (1985)
- The Return of the Musketeers (1989)
- Algum trabalho de roteirista em Ashanti (1979) eSuperman II (1980)[4]

### Artigo selecionado
- "Long before the decay of lying", Chicago Tribune (1963) [Chicago, III] 9 de novembro de 1969: p6.

### Rádio
Fraser adaptou The Candlemass Road, Flash For Freedom e Flashman at the Charge para peças de rádio da BBC. Fraser também foi um crítico ferrenho do politicamente correto e ampliou suas opiniões sobre este assunto (e outros) no programa de rádio da BBC, "Desert Island Discs".